# Johann Bergius

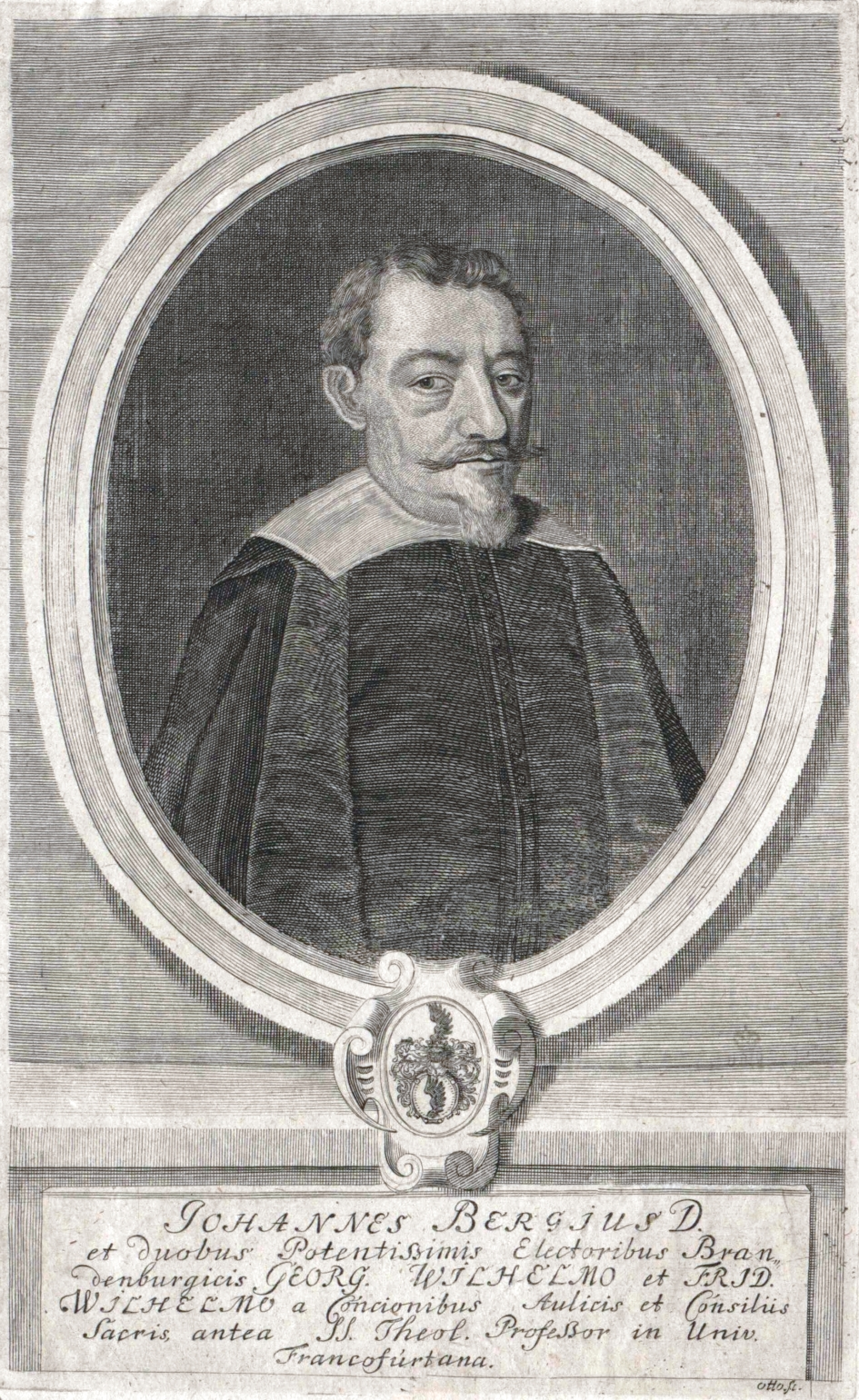
Johannes Bergius, Stich von Heinrich Jakob Otto (1707)

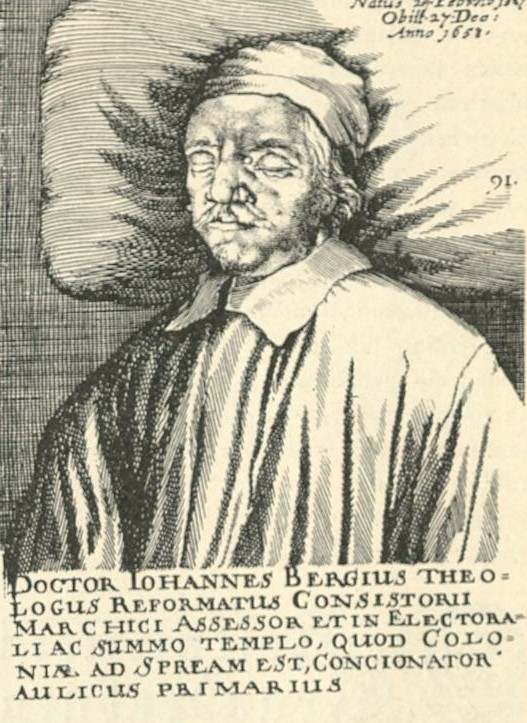
Johannes Bergius auf dem Totenbett 1658

Johann Bergius, auch: Johannes Bergius; Johannes Berg (* 24. Februar 1587 in Stettin; † 19. Dezember 1658 in Berlin) war ein reformierter Theologe.

## Leben
Nach dem frühen Tod seines Vaters Konrad Bergius (1544–1592) musste sich Bergius’ Mutter um seine Ausbildung kümmern. Mit 15 Jahren hatte er sich solch ein Wissen erworben, dass er seinen Bruder Konrad Bergius den Jüngeren unterrichten konnte. In jener Zeit wurde er an das Gymnasium in Neuhausen bei Worms geschickt und danach nach Heidelberg in das Collegio Casimiriano. 1601 findet man ihn ein Studium beginnend an der Universität Wittenberg, bald aber wechselte er an die Universität Heidelberg, die sich besonders der reformierten Theologie verschrieben hatte, wo er 1604 das Baccalaurat der Philosophie erwarb. 1605 ging er nach Straßburg. Nach einem Aufenthalt 1606 in Danzig bei Bartholomäus Keckermann unternahm er eine Studienreise, die ihn nach England führte, wo er 1609 an der Universität Cambridge den akademischen Grad eines Magisters der Philosophie erwarb. Von dort ging er als Hofmeister zweier Adliger nach Paris, zog weiter an die Universität Leiden und beschäftigte sich dort mit theologischen Studien. Da in Holland jedoch theologische Streitigkeiten ausbrachen, kehrte er in seine Heimat zurück und ging 1612 an die Universität Frankfurt (Oder), wo er hoffte, eine Professur zu erlangen.
Bergius gehörte von Hause aus dem lutherischen Bekenntnis an, war aber durch seine Studien und Reisen in der reformierten Theologie geprägt und ausgebildet worden und wurde 1615 zum Professor für reformierte Theologie an der Universität Frankfurt (Oder) berufen. 1618 heiratete er Dorothea Füssel, die Tochter des Berliner Hofpredigers Martin Füssel. Nachdem er 1619 das Rektorat der Universität ausgeübt hatte, folgte 1620 die Ernennung zum Hofprediger in Königsberg durch Kurfürst Georg Wilhelm von Brandenburg. Dies war ein Affront gegen die lutherische Geistlichkeit, die Bergius die Amtsausübung verweigerte. Infolgedessen wurde ihm 1623 das Dom- und Hofpredigeramt in Berlin übertragen, da der Berliner Dom als Hofkirche in ihrem Bekenntnis dem Monarchen direkt unterstand. Im selben Jahr wurde sein Sohn Georg Konrad geboren, der ebenfalls Professor in Frankfurt/Oder und Hofprediger in Berlin werden sollte. 1637 heiratete Bergius nach dem Tod seiner ersten Frau Ursula Matthias, die Tochter des Geheimrates und Vizekanzlers Daniel Matthias. Im selben Jahr wurde er zum Konsistorialrat ernannt. 1644 wurde der zweite Sohn Johannes geboren, der Hofprediger in Königsberg werden sollte. Seine 1648 geborene Tochter Katharina Gertrud heiratete den Berliner Bürgermeister Levin Schardius. Eine Berufung zum brandenburgischen Generalsuperintendenten schlug Bergius zweimal aus, war aber ein vertrauter Ratgeber für Kurfürst Friedrich Wilhelm, dessen Religionslehrer er gewesen war.
Als Schüler des Irenikers David Pareus sah Bergius Reformierte und Lutheraner als in wesentlichen Fragen einig und setzte sich für eine Union beider Kirchen in Brandenburg ein. Weil er die für die Lutheraner unannehmbare Lehre von der doppelten Prädestination in ihrer calvinistischen Ausprägung ablehnte, nahm er nicht an der Synode von Dordrecht teil. Das Heil des einzelnen Menschen sei nicht durch eine vorgeburtliche Festsetzung Gottes bestimmt, sondern durch die „Allgemeingültigkeit des Todes und die Verdienste Christi“ („universalitas mortis et meriti Christi“). 1631 erreichte er ein Religionsgespräch mit den sächsischen Lutheranern in Leipzig, das aber letztlich ebenso erfolglos blieb wie das Thorner Religionsgespräch 1645, an dem Bergius ebenfalls als Delegierter Brandenburgs teilnahm.

## Schriften (Auswahl)
- Analysis controversiae de persona Christi. Frankfurt 1619
- Diatribe de primo homine. Frankfurt 1619
- Collegium Theologicum. Frankfurt 1615
- Tractatus de quaestione: an Evangelicae per Gemanicam Ecclesiae in fundamento fidei dissentiant. Frankfurt 1617
- Tractatus de S. Coena. Wesel 1646
- Regula Apostolica de formandis in religione judiciis. Elbingen 1641
- Apolegia adversus Johannes Behmium. Berlin 1618
- Decas Disputtatio Theologicum. Frankfurt 1621